# Акия
Акия (или Аккиа) — правитель города Ашшура в конце XXI века до н. э.